# Flughafensee

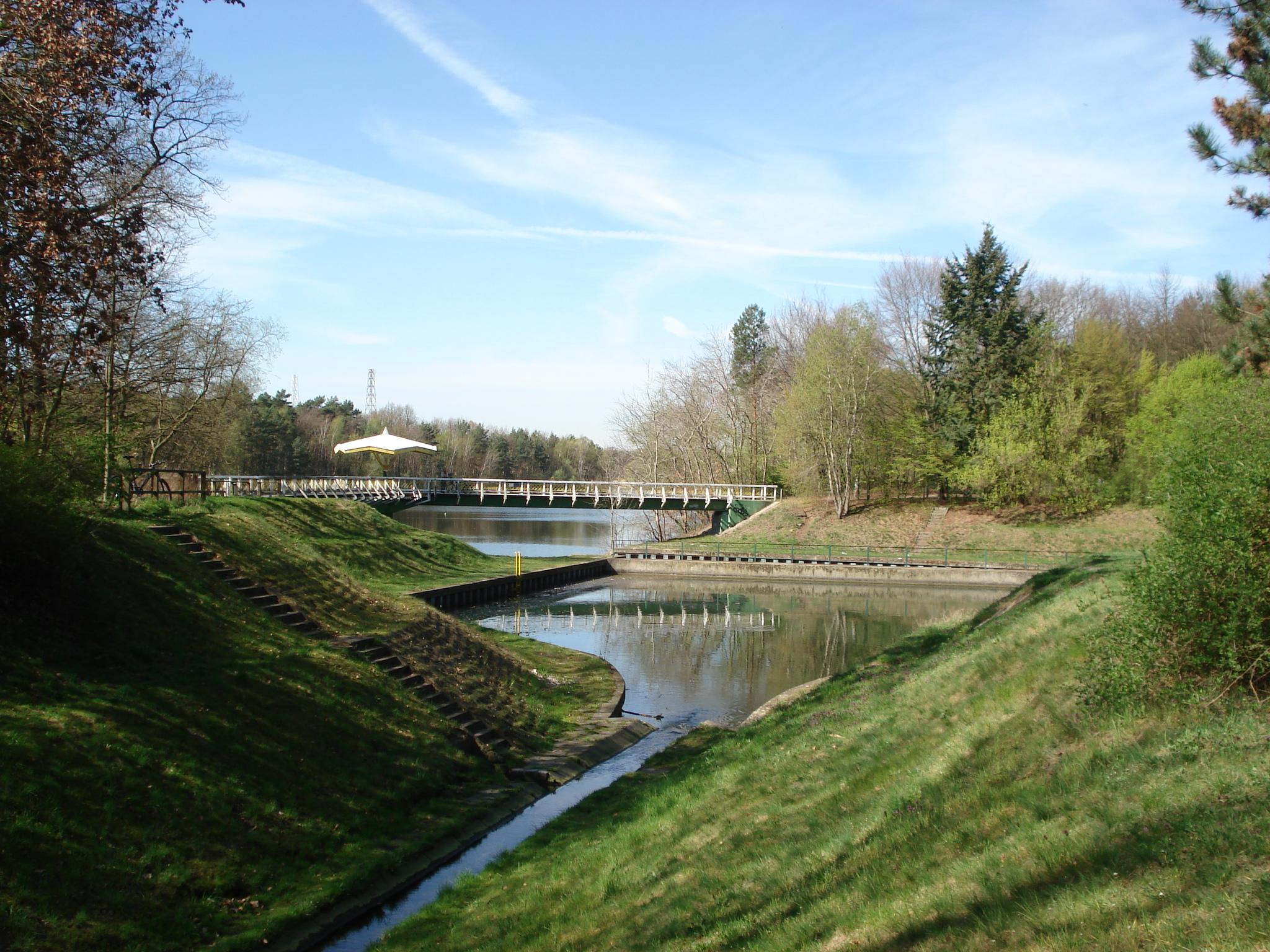
Schwarzer-Graben-Kanal und Absetzbecken

Der Flughafensee befindet sich im Berliner Ortsteil Tegel des Bezirks Reinickendorf. Er liegt nördlich des ehemaligen Flughafens Tegel, westlich der A 111 und südöstlich des Tegeler Sees. Mit bis zu 34,3 Metern ist er der tiefste See Berlins. Er ist ungefähr 30 Hektar groß und umfasst ein Wasservolumen von rund 3,61 Millionen Kubikmetern.

## Entstehung
Der See entstand in den Jahren 1953–1978 durch den Abbau von rund zwei Millionen Tonnen Kies. Es handelt sich also um einen künstlichen See, einen Baggersee.

## Zugang zum See
Der Zugang zum See ist von der östlichen Seite, von der Otisstraße aus kommend, möglich. Ein weiterer Weg führt von der Seidelstraße längs der Grundstücksgrenze der JVA Tegel und dann rund 500 Meter durch den Wald. An beiden Zugängen findet man mehrere Parkplätze.

## Erholungsmöglichkeiten und Seenutzung

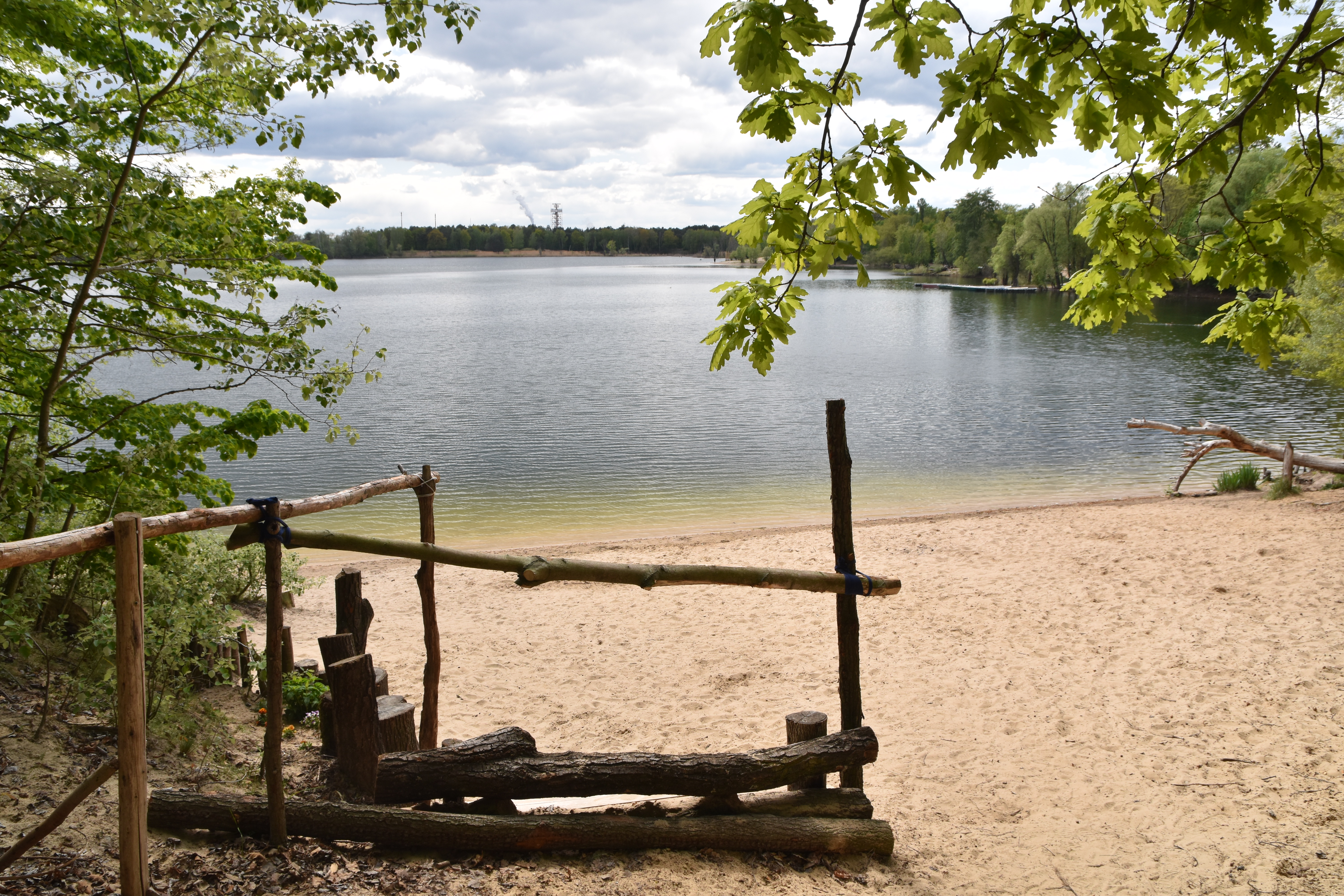
Flughafensee – FKK-Strand

Der Flughafensee war ursprünglich zur Rekultivierung vorgesehen, die aber nie umgesetzt wurde. Aufgrund seiner günstigen Erreichbarkeit für die nahegelegenen Wohngebiete erfreute sich der See schnell großer Beliebtheit als Badesee. Eine bautechnische Absicherung der Uferbereiche erfolgte allerdings nicht. In den 1980er Jahren wurden dann in einem Landschaftsplan erstmalig Badebereiche ausgewiesen. Der Flughafensee blieb unbewirtschaftet. Lediglich ein Toilettencontainer ist vorhanden.
An der Nordseite befindet sich ein weitläufiger Badestrand. Am Südwestufer befindet sich ein abgesperrtes Vogelschutzgebiet. Dieses kann aber von drei Aussichtspunkten besichtigt werden. Des Weiteren wird der See von Tauchern und Anglern genutzt. Da der See von Wald umgeben ist und Wege vorhanden sind, ist dort auch das Wandern – zum Beispiel zum Tegeler See – möglich.
Im Herbst/Winter 2006 wurden im Vogelschutzgebiet (südwestlich des Sees gelegen) und im Bereich des angrenzenden Ufers umfangreiche Renaturierungsarbeiten durchgeführt, damit Vögel und weitere Tiere dort wieder bessere Lebensmöglichkeiten haben. Vor allem wurde überschüssige Vegetation entfernt.
Im Juni 2022 wurden mehrere Bereiche für das Betreten und Baden gesperrt. Solche Beschränkungen gab es bereits im östlichen Uferbereich. Nun wurden auch Teile des FKK-Bereiches am Nordufer des Sees einbezogen, zumal hier ungenehmigte bauliche Anlagen errichtet worden waren, die zum Baden im Gefahrenbereich einladen würden. Nur im abgeflachten Uferbereich des Sandstrandes ist das Baden erlaubt. Die Sicherheitsprobleme wurden erst im Rahmen einer Machbarkeitsstudie festgestellt, die vom Bezirk Reinickendorf zur künftigen Entwicklung am Flughafensee in Auftrag gegeben worden war.

## Zu- und Abflüsse
Der Zufluss des Sees erfolgt über den Schwarzer-Graben-Kanal, der vom abgeleiteten Oberflächenwasser eines Teils der Reinickendorfer Straßen gespeist wird. Bevor das Wasser in den Flughafensee fließt, passiert es mit dem Septimerbecken ein vorgeschaltetes Absetzbecken – auch „Vorsee“ genannt. Allerdings ist das Becken bei starkem Regen völlig überlastet, sodass es allenfalls einen Teil der einfließenden Schwebstoffe ausfiltert.
In den 1980er Jahren wurde eine zweite biologische Filterstufe geplant. Im Jahr 1986 erhielt der See eine Belüftungsanlage zur zusätzlichen Wasserverbesserung.
Zudem wird der Flughafensee von zuvor gereinigtem Wasser einer Entwässerungsanlage des ehemaligen Flughafens gespeist. Der See ist abflusslos.